# 波江悌夫
波江 悌夫（なみえ やすお、1885年7月9日 - 1965年2月8日）は、大阪を中心に活躍した建築家。大阪城天守閣の基本設計を行ったことなどで知られる。

## 経歴
- 1885年（明治18年）東京市小石川区水道端町に生まれる
- 1903年（明治36年）東京高等師範学校附属中学校（現・筑波大学附属中学校・高等学校）卒業
  - 熊本の第五高等学校を経て、東京帝国大学に入る
- 1910年（明治43年）東京帝国大学工科大学建築学科卒業
- 安田商事会社大阪支店詰め技師
- 1913年（大正2年）片岡建築事務所入所
- 1919年（大正8年）アメリカ・カナダにオフィスビルの建築視察旅行
- 1925年（大正14年）大阪市営繕建築課長就任
- 1931年（昭和6年）合資会社清水組大阪支店長
- 1934年（昭和9年）波江悌夫建築事務所設立
- 1946年（昭和21年）進駐軍技師嘱託
- 1960年（昭和35年）置塩建築事務所顧問
- 1965年（昭和40年）逝去

## 主な作品

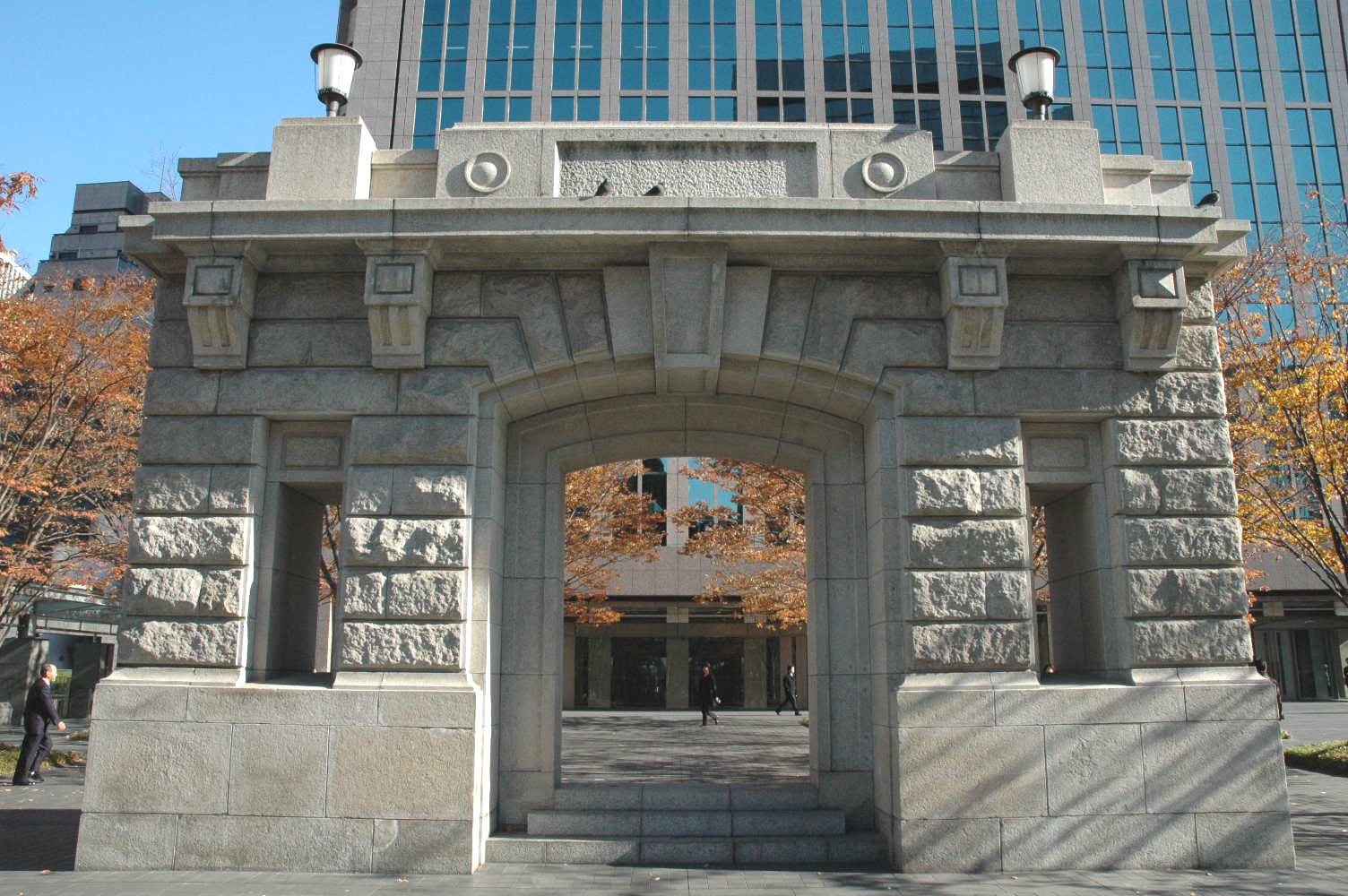
旧大阪毎日新聞社本社
・玄関部分

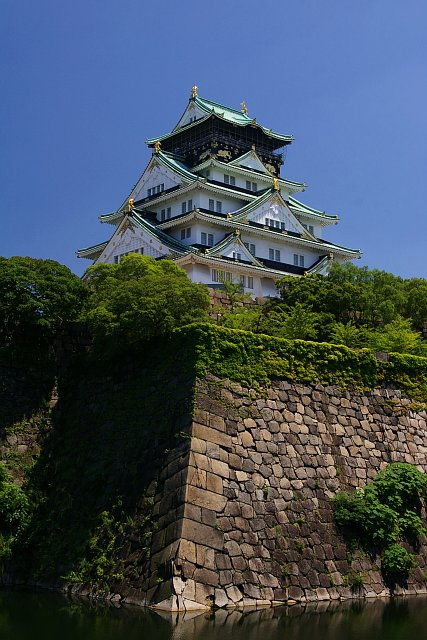
大阪城天守閣

- 大阪毎日新聞社本社（1922年、片岡建築事務所で基本設計を担当、エントランス部のみ保存）
- 天王寺公園音楽堂（1928年、現存しない）
- 大阪城天守閣（1931年、基本設計を担当、大阪市）
- 大阪市東区役所（1935年、現存しない）